# Selaginella truncata
Selaginella truncata är en mosslummerväxtart som beskrevs av Gustav Karl Wilhelm Hermann Karsten och Addison Brown. Selaginella truncata ingår i släktet mosslumrar, och familjen mosslummerväxter. Inga underarter finns listade i Catalogue of Life.